# Paradoxe de l'amitié

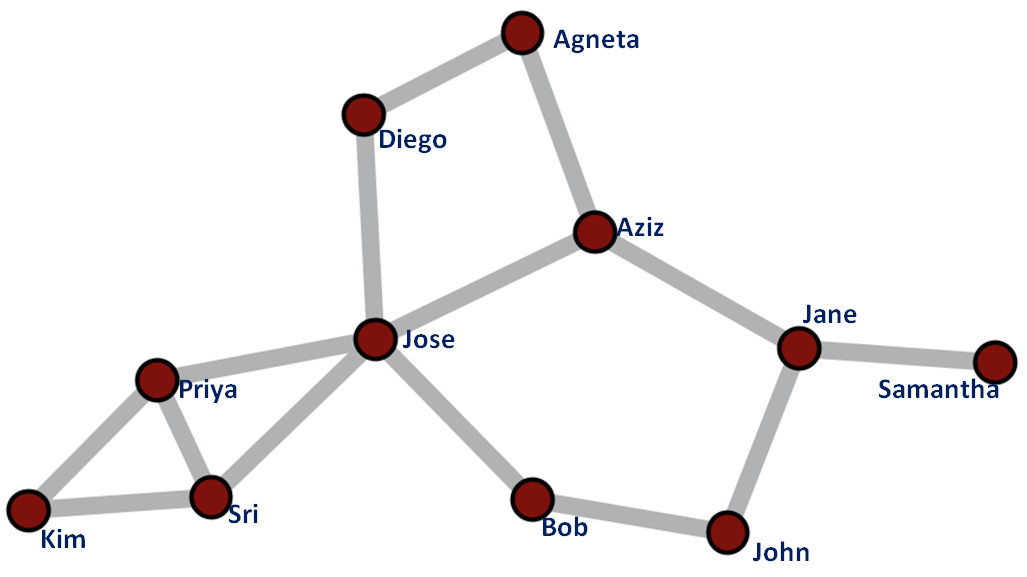
Exemple de réseau entre des individus.

Le paradoxe de l'amitié est un phénomène énoncé par le sociologue Scott L. Feld (d) en 1991, selon lequel une majorité d'individus ont en moyenne moins d'amis que leurs amis. L'explication de ce paradoxe repose sur un biais statistique, les personnes ayant un grand nombre d'amis ont une probabilité plus forte d'être incluses dans les amis d'une autre personne,. Cependant, la plupart des personnes considèrent qu'elles ont plus d'amis que leurs amis en ont.
La même observation peut être appliquée plus généralement aux réseaux définis par des relations autres qu'amicales : par exemple, les partenaires sexuels d'un individu ont eu en moyenne un plus grand nombre de partenaires sexuels que cet individu,.

## Explication mathématique
Même si ce phénomène a l'apparence d'un paradoxe, il peut s'expliquer par les propriétés mathématiques générales des réseaux sociaux. Les mathématiques sous-jacentes sont directement liées à l'inégalité arithmético-géométrique et à l'inégalité de Cauchy-Schwarz. 
Formellement, Feld suppose qu'un réseau social est représenté par un graphe non-orienté G=(V,E), où l'ensemble V des sommets correspond aux personnes du réseau social, et l'ensemble E des arêtes correspond à la relation d'amitié entre deux personnes. C'est-à-dire qu'il suppose que l'amitié est une relation symétrique : si X est un ami de Y, alors Y est un ami de X. Il modélise le nombre moyen d'amis d'une personne dans le réseau social comme la moyenne des degrés des sommets du graphe. C'est-à-dire que si le sommet v a d(v) arêtes qui le touchent (représentant une personne qui a d(v) amis), alors le nombre moyen μ d'amis d'une personne aléatoire du graphique est 
{\displaystyle \mu ={\frac {\sum _{v\in V}d(v)}{|V|}}={\frac {2|E|}{|V|}}.}
Le nombre moyen d'amis que possède un ami typique peut être modélisé en choisissant de façon uniforme et aléatoire une arête du graphe (représentant une paire d'amis) et une extrémité de cette arête (l'un des amis), et en calculant à nouveau le degré du point sélectionné. Mathématiquement, cela donne 
{\displaystyle {\frac {\sum _{v\in V}d(v)^{2}}{2|E|}}=\mu +{\frac {\sigma ^{2}}{\mu }},}
où {\displaystyle {\sigma }^{2}} est la variance des degrés du graphe. Pour un graphe dont les sommets ont des degrés variables (ce qui est le cas pour les réseaux sociaux), à la fois μ et {\displaystyle {\sigma }^{2}} sont positifs, ce qui implique que le degré moyen d'un ami est strictement supérieur au degré moyen d'un nœud choisi aléatoirement.
Après cette analyse, Feld poursuit en faisant des hypothèses plus qualitatives sur la corrélation statistique entre le nombre d'amis qu'ont deux amis, en se basant sur les théories des réseaux sociaux comme l'assortativité, et il analyse ce que ces hypothèses impliquent sur le nombre de personnes dont les amis ont plus d'amis qu'eux-mêmes. Avec cette analyse, il conclut que dans les réseaux sociaux réels, la plupart des gens sont susceptibles d'avoir moins d'amis que la moyenne du nombre d'amis de leurs amis. Cependant, cette conclusion n'est pas une certitude mathématique ; il existe des graphes non-orientés (comme le graphe formé en supprimant une seule arête d'un graphe complet peu susceptibles de se présenter comme des représentations de réseaux sociaux mais dans lesquels la plupart des sommets ont un degré plus élevé que la moyenne des degrés des sommets voisins.

## Applications
L'analyse du paradoxe de l'amitié implique que les amis d'individus pris au hasard sont susceptibles d'avoir une centralité supérieure à la moyenne. Cette observation a été utilisée comme moyen de prévoir et de ralentir le cours des épidémies, en utilisant ce processus de sélection aléatoire pour choisir les individus à immuniser (ou à surveiller) contre l'infection tout en évitant le besoin d'un calcul complexe de la centralité de tous les nœuds du réseau,,.
Une étude réalisée en 2010 par Nicholas Christakis (en) et James H. Fowler (en) a montré que les épidémies de grippe pouvaient être détectées près de deux semaines plus tôt qu'avec les mesures de surveillance traditionnelles en utilisant le paradoxe de l'amitié pour surveiller l'infection dans un réseau social. Ils ont constaté qu'utiliser le paradoxe de l'amitié pour analyser la santé d'un ami central était « un moyen idéal pour prédire les épidémies », mais qu'une « information détaillée n'existe pas encore pour la plupart des groupes », et que « sa production prendrait du temps et serait coûteuse. » Le paradoxe de l'amitié généralisé affirme que le paradoxe de l'amitié peut aussi bien s'appliquer à d'autres caractéristiques. Par exemple, les coauteurs sont en moyenne plus célèbres, avec plus de publications, plus de citations et plus de collaborateurs,,, ou encore les followers (en) de quelqu'un sur Twitter ont en moyenne davantage de followers.
Le même effet a également été démontré pour le bien-être subjectif par Bollen et al. (2017), en utilisant un réseau Twitter à grande échelle et des données longitudinales sur le bien-être subjectif de chaque individu du réseau pour démontrer qu'un paradoxe de l'amitié et de « bonheur » pouvait survenir sur réseaux sociaux virtuels.